# Headlong
Headlong is een nummer van de Britse rockgroep Queen en het derde nummer van het album Innuendo uit 1991, geschreven door Brian May. Het verscheen ook op het verzamelalbum Greatest Hits II. Het was een van de vijf singles die werden uitgebracht van dit album.
De videoclip was een van de laatste met leadzanger Freddie Mercury erin, die later in 1991 overleed. In de clip heeft May een T-shirt aan van Bart Simpson, wat een referentie was naar de succesvolle animatieserie The Simpsons.
Op de bonus cd van Innuendo 2011 Remaster is tevens een demo te beluisteren van het nummer met Brian May op de vocals. Het nummer was in eerste instantie bedoeld voor het solo-album van May, Back to the Light. Nadat hij hoorde hoe Mercury het nummer zong, besloot hij het met Queen op te nemen.

## Hitnotering
| "Headlong" in de Nederlandse Single Top 100 - binnen: 25-5-1991 | "Headlong" in de Nederlandse Single Top 100 - binnen: 25-5-1991 | "Headlong" in de Nederlandse Single Top 100 - binnen: 25-5-1991 | "Headlong" in de Nederlandse Single Top 100 - binnen: 25-5-1991 | "Headlong" in de Nederlandse Single Top 100 - binnen: 25-5-1991 | "Headlong" in de Nederlandse Single Top 100 - binnen: 25-5-1991 | "Headlong" in de Nederlandse Single Top 100 - binnen: 25-5-1991 | "Headlong" in de Nederlandse Single Top 100 - binnen: 25-5-1991 | "Headlong" in de Nederlandse Single Top 100 - binnen: 25-5-1991 | "Headlong" in de Nederlandse Single Top 100 - binnen: 25-5-1991 |
| Week                                                            | 1                                                               | 2                                                               | 3                                                               | 4                                                               | 5                                                               | 6                                                               | 7                                                               | 8                                                               |                                                                 |
| --------------------------------------------------------------- | --------------------------------------------------------------- | --------------------------------------------------------------- | --------------------------------------------------------------- | --------------------------------------------------------------- | --------------------------------------------------------------- | --------------------------------------------------------------- | --------------------------------------------------------------- | --------------------------------------------------------------- | --------------------------------------------------------------- |
| Nummer                                                          | 94                                                              | 79                                                              | 68                                                              | 58                                                              | 48                                                              | 43                                                              | 48                                                              | 85                                                              | uit                                                             |